# Vier-Bordes
Vier-Bordes là một xã thuộc tỉnh Hautes-Pyrénées trong vùng Occitanie khu vực tây nam nước Pháp. Xã này nằm ở khu vực có độ cao trung bình 84 mét trên mực nước biển.